# 阿列克谢·希季科夫
阿列克谢·帕夫洛维奇·希季科夫（俄语：Алексе́й Па́влович Ши́тиков，1912年3月1日（格里历：3月14日）—1993年8月2日）苏联党和国家领导人。曾任苏联最高苏维埃联盟院主席等职。

## 生平
- 1912年3月1日（格里历：3月14日）出生于沙俄科斯特罗马省戈尔卡村的一个农民家庭。
- 1931年毕业于科洛格里夫农业学院。
- 1931年-1936年，高尔基农业学院学习。
- 1936年-1939年，高尔基州Ardatovsky区国土局高级畜牧技术员。1939年加入联共（布）。
- 1939年，共青团高尔基州Ardatovsky区委员第一书记。
- 1939年-1941年，联共（布）中央高级党校学习。
- 1941年，红军军事政治学院学习。
- 1941年-1945年，苏联红军服役，从事政治工作。
- 1945年-1948年，联共（布）哈巴罗夫斯克边疆区党委部门负责人，州委副主任。
- 1948年-1950年，联共（布）哈巴罗夫斯克边疆区堪察加州委书记。
- 1950年-1952年8月，联共（布）哈巴罗夫斯克边疆区党委委员，工会、共青团负责人。
- 1952年7月-1955年8月，联共（布）哈巴罗夫斯克边疆区犹太自治州州委第一书记。
- 1955年8月-1957年2月，苏共哈巴罗夫斯克边疆区党委书记、第二书记。
- 1957年2月-1970年7月，苏共哈巴罗夫斯克边疆区党委第一书记。
- 1970年7月-1984年4月，苏联最高苏维埃联盟院主席。期间，1971年起担任苏联欧洲安全合作委员会主席。
- 1984年起退休。
- 1984年-1991年，苏联对外文化交流委员会主席。
- 1993年8月2日于莫斯科逝世，享年81岁。葬于孔策沃公墓。

希季科夫是苏共19,21-26大代表，第19-26届中央委员。第4届苏联最高苏维埃民族院代表，第5-11届苏联最高苏维埃联盟院代表。

## 荣誉
- 三次列宁勋章
- 十月革命勋章
- 劳动红旗勋章
- 各民族人民友谊勋章
- 红星勋章
- 荣誉勋章
- 劳动英勇奖章